# 司馬躍
司马跃（？—495年），字宝龙，河内郡温县（今河南省焦作市温县）人，出自三祖司马氏琅琊房，北魏官员。

## 生平
司马跃娶赵郡公主，拜驸马都尉，取代哥哥司马金龙担任云中镇将、朔州刺史、署理安北将军，封河内公。司马跃上表请求解除黄河西边皇家园林的禁令，让百姓开垦。有关部门持表章上奏说：“这是麋鹿聚集，太官取得供给的地方，现在如果让给百姓，四时的兽类奉献恐怕有所不足。”皇帝诏令说：“这片土地如果能种庄稼，即便有野兽的获利，也应该废除封禁。如果是山涧，虞部的禁令有什么损害？先代帝王设置这处园林，哪里只是贪图贡献这些禽兽，确实是依靠此地准备军队行动的薪柴。此事再议。”司马跃坚持把园林让给百姓的意见，魏孝文帝元宏听从了。之后司马跃回朝担任祠部尚书、大鸿胪卿、颍川王师，因为患病上表请求解职。太和十九年（495年），司马跃去世。朝廷赠予金紫光禄大夫，又赐朝服一套，衣服一套，一千匹绢。司马跃和父亲司马楚之、哥哥司马金龙相继镇守云中，北方都服他们的声威和德行。

## 家庭

### 父亲
- 司马楚之，北魏假節、侍中、鎮西大將軍、開府儀同三司、雲中鎮大將、朔州刺史、琅邪贞王

### 兄弟
- 司马宝胤，北魏中书博士、雁门郡太守
- 司马金龙，北魏吏部尚书、琅邪康王